# Гірчак гірський
Гірчак гірський (Polygonum douglasii Greene, Polygonum montanum All.) — трав'яниста рослина з роду гірчак, родини гречкових.

## Морфологічна характеристика

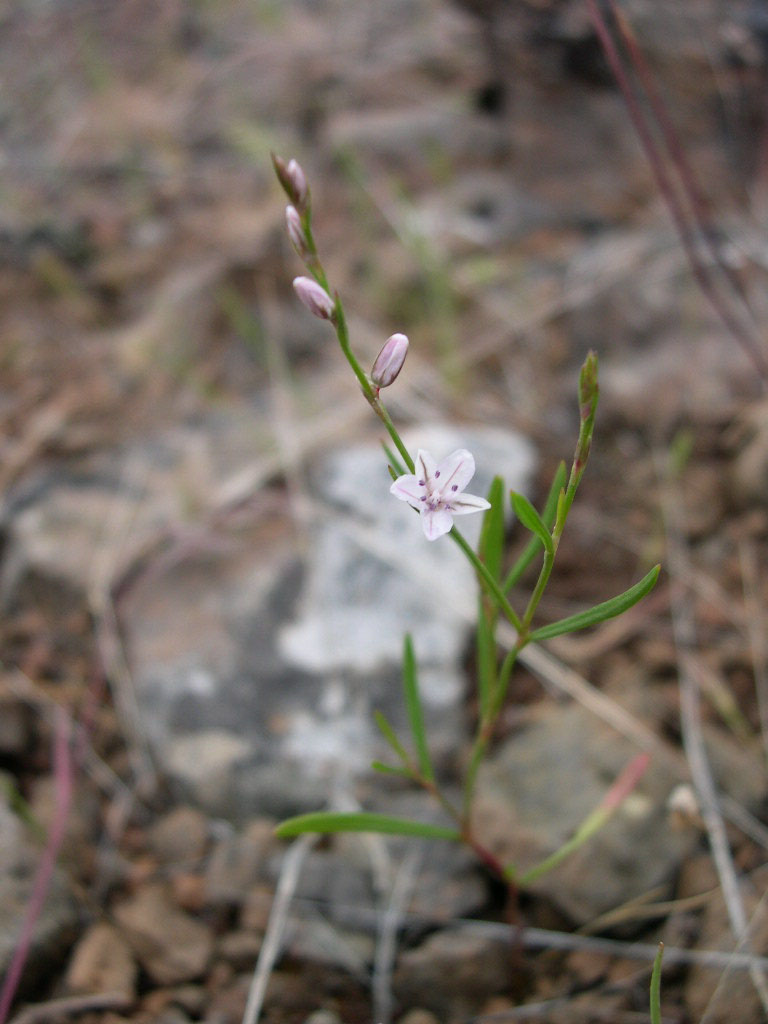
Цвітіння гірчака гірського

Багаторічна рослина. Стебло заввишки 20-90 см, гілки короткі, голі, або ж більше чи менше волосисті. Листя від яйцеподібно-ланцетних до довгасто-ланцетних, загострені, з клиноподібно-звуженою основою, з обох сторін або тільки з нижньої більше чи менше опушені, рідше голі. Квітки зібрані в щільну безлистяну волоть. Оцвітина венчикоподібна. Плід — горішок. Цвіте у липні — серпні. Плоди дозрівають в серпні — вересні.

## Екологія
Росте на луках і різнотравних степах, на кам'янистих оголеннях.

## Розповсюдження
Євразійський гірський вид. Трапляється дуже рідко в південних районах України, на оголеннях по річках Білій (Луганська область) і Вовчій (Донецька область).

## Хімічний склад
Рослина містить флавоноїди (в надземній масі — 77,63 мг%, в квітках — 79,23 мг%), глікозиди; в корінні — до 20 % дубильних речовин при доброякісності 52 %.

## Використання
У народній медицині застосовували як в'яжучій засіб при шигельозі. Коріння використовують для дублення шкіри. Є перспективним танідоносом. Робилися спроби введення в культуру, для підвищення схожості посів проводили стратифікованим насінням. В умовах культури вихід зеленої маси збільшувався. Як дубильну сировину коріння збирали в кінці третього року, в цьому віці вміст танідів в них досягав 16,6 % при високій доброякісності. З екстракту кореня можна отримати чорну і коричневу фарби. Молоді стебла і листя навесні вживають в їжу замість щавлю. Медонос.